# 銀河戰士系列
銀河戰士（官方译为）是任天堂所推出的科幻動作冒險電子遊戲系列，由知名電玩遊戲設計師橫井軍平製作。首作於1986年8月6日推出，截至2023年止，11作密特羅德橫跨了大部分任天堂系列遊戲機，由FC至Nintendo Switch。作為任天堂最成功的遊戲系列之一，每作也受到一定程度的好評。
銀河戰士系列，乃敍述賞金獵人薩姆斯·阿蘭（日语：サムス・アラン）阻止太空海盜企圖利用外星生物密特羅德（Metroid）的力量破壞銀河系的一系列任務。密特羅德系列與薩爾達傳說系列同樣重視解謎要素，而操作方式則採用《超級瑪利歐兄弟》的平面動作模式。而主角萨姆斯·阿兰和其他角色，如：利德雷（Ridley）和母腦（Mother Brain）於其他任天堂遊戲作品中也佔有重要地位。而部分作品亦被任天堂改編為漫畫，甚至考慮制作成電影。
日文遊戲名字（Metroid）是由（metro）和（android）所組成。

## 概要
銀河戰士系列包含射擊、冒險、平台動作遊戲的要素，亦是著名的非線性和單人解謎遊戲。玩家只能操作主角一人，而且在遊戲中幾乎不會與任何NPC互動。在遊戲中玩家要取得不同的道具強化薩姆斯身穿的能量裝甲，而當中最著名和獨特的能力要算是變球，這可令玩家進入狹窄的場境並放置炸彈，以進一步解謎。這系列一直是典型的二維卷軸式遊戲，直至Prime系列的出現改變了這一情況，從二維卷軸式轉變成第一視覺的類型，並且以第一人稱射擊為主要元素。
銀河戰士系列在開始時受到瑪利歐系列和薩爾達傳說系列的影響，因此結合了兩者的要素——薩爾達傳說系列的解谜、瑪利歐系列的平台跳跃，但從遊戲的整體氣氛來看則較為陰沉和孤寂。在《密特羅德Prime 3 墮落》中首次加入了大量語音，但是主角薩姆斯卻是一直沉默不語，直至《銀河戰士 另一個M》，薩姆斯才首次開腔。在首幾作中只是有限度加入了故事背景的設定，直到《超級密特羅德》才開始明瞭密特羅德的故事背景，而在Prime系列中更加入了掃瞄頭盔，這讓玩家可讀取於遺跡和電腦中的資料。
銀河戰士系列中設定了多個不同的結局，各結局會根據玩家通關的時間而出現。這讓玩家不斷挑戰最佳時間以求達至圓滿結局。在初代中按完成時間分為五個結局，這是在當時前所未有的設定。但Prime系列中更重視於解謎，在該系列中隱藏結局的出現條件不是時間，而是道具的收集率。

## 系列作品
| 1986      | 銀河戰士                 |
| 1987–1990 |                          |
| 1991      | 銀河戰士II 薩姆斯的回歸  |
| 1992–1993 |                          |
| 1994      | 超级银河战士             |
| 1995–2001 |                          |
| 2002      | 银河战士 融合            |
| 2002      | 银河战士 Prime           |
| 2003      |                          |
| 2004      | 銀河戰士 零點任務        |
| 2004      | 银河战士 Prime 2 回音    |
| 2005      | 银河战士 Prime 弹珠台    |
| 2006      | 银河战士 Prime 猎人      |
| 2007      | 银河战士Prime 3 堕落     |
| 2008      |                          |
| 2009      | 银河战士 Prime：三部曲   |
| 2010      | 银河战士 另一个M         |
| 2011–2015 |                          |
| 2016      | 银河战士 Prime：联邦军团 |
| 2017      | 银河战士：萨姆斯归来     |
| 2018–2020 |                          |
| 2021      | 密特罗德 生存恐惧        |
| 2022      |                          |
| 2023      | 密特羅德 究極 復刻版     |
| 2024      |                          |
| 2025      | 密特羅德 究極4 穿越未知  |

在銀河戰士系列中大部分作品是關於薩姆斯的冒險和消滅威脅銀河聯邦的宇宙海賊及其企圖利用的生物兵器，如Metroid和Phazon。
遊戲的出版次序並不是按故事的時序所推出的，以下資料是按故事的時序所編寫而非按遊戲的出版次序。
- 銀河戰士／銀河戰士 零點任務(1986／2004)

萨姆斯·艾仁前往泽贝斯行星的洞穴去阻止宇宙海盗利用密特罗德(遊戲生物)这一物种统治整个银河系的野心。她将面临机械生物——母脑和它的守护者：克雷德和利德雷。
在2004年发售的初代重制：《密特羅德 零點任務》中又增加了新的故事情节：在打败母脑之后，萨姆斯被宇宙海盗的伏击命中，她的飞船坠毁在行星表面。失去了能量装甲服和飞船的萨姆斯只剩下一把应急手枪防身；为了找到离开星球的办法，她不得不潜入进宇宙海盗的母舰。她最终在一座Chozo族的遗迹内找到了一套满能力的能量装甲服，依靠它打败了机械版雷德利；并在海盗母舰自爆之前逃离了它。
- 银河战士 Prime/密特羅德 Prime 彈珠台（英语：Metroid Prime Pinball）（2002／2005）

在密特罗德事件大约三年后，萨姆斯在她的新飞船上收到了一个求救信号并前往泰隆IV号行星上去阻止宇宙海盗的另一个阴谋——开采利用该行星上的强放射性物质Phazon。萨姆斯发现：Chozo族曾经在这个星球上定居，他们的失踪，以及Phazon出现，是由于一颗几十年前的流星撞击泰隆IV号行星造成的。经过摧毁宇宙海盗的开采行为以及收集齐12个Chozo族文物后，萨姆斯终于进入到被封闭的陨石坑中；她在前往坑洞更深处的撞击点时遭遇到利德雷的阻挠并再次击败了它。在最深处，她发现了一只成熟的密特罗德——密特罗德Prime，它已经被Phazon物质所侵蚀变异。密特罗德Prime被喂食陨石中的Phazon核所导致自己的身型和能力都有很大的增长。在最终一战里萨姆斯面对的是密特罗德Prime时，密特罗德Prime剥离并夺取了萨姆斯的战斗服。
- 银河战士 Prime 猎人（2006）
- 银河战士 Prime 2 回音（2004）
- 银河战士Prime 3 堕落（2007）
- 銀河戰士II 薩姆斯的回歸／银河战士：萨姆斯归来（1991／2017）
- 超级银河战士（1994）
- 银河战士 另一个M（2010）
- 银河战士 融合（2002）
- 密特罗德 生存恐惧（2021）
- 密特羅德 究極 復刻版（2023）
- 密特羅德 究極4 穿越未知（2025）

## 轶事
- 系列(僅出現在第1(含複刻版)、3代)反派母脑（Mother Brain）在任天堂公司中也是原社长山内溥的办公室代号。[4]

## 外部連結
- （英文）官方网站
- （日語）官方网站
- （英文）開發小組Retro Studios官方網站 （页面存档备份，存于）